# Liberty City (Miami)
Liberty City – dzielnica miasta Miami, na Florydzie w Stanach Zjednoczonych. Ograniczona od północy ulicą 79th Street, od zachodu 27th Avenue, od południa 6th Street i od wschodu Interstate 95.

## Geografia
Leży na współrzędnych geograficznych 25°49′54,484″N 80°13′29,384″W/25,831801 -80,224829, na wysokości 3 m n.p.m.